# Vanuatu Open
De Vanuatu Golf Open is een golftoernooi voor professionals en amateurs. Het wordt ieder jaar gespeeld op The Port Vila Golf & Country Club op Vanuatu.
De golfclub werd in 1993 opgericht door de president van Vanuatu, Ati George Sokomanu. 

## Winnaars
- 1999:  David Watson
- 2000:  Ed Steadman (-14)
- 2001: ?
- 2002:  Scott Strange
- 2003: ?
- 2004: ?
- 2005:  Scott Strange
- 2006: ?
- 2007: ?
- 2008:  Brad McIntosh
- 2009:  Jason King (-25)
- 2010:  Andre Stolz
- 2011:  Nick Gillespie (-22)
- 2012: ?
- 2013: ?
- 2014: ?
- 2015: ?
- 2016: ?
- 2017: ?
- 2018: ?
- 2019:  Adam Burdett
- 2020: ?
- 2021: ?
- 2022: ?